# Остапчук, Сергей Игоревич
Сергей Игоревич Остапчу́к (19 марта 1990, Новополоцк, Витебская область — 7 сентября 2011, Туношна, Ярославская область) — белорусский хоккеист, левый нападающий.

## Биография
Хоккейная школа: «Химик» из Новополоцка (в котором играл его отец Игорь Михайлович), «Динамо» и «Спартак» из Москвы. Первый тренер — Андрей Коробов. Выступал за юношеские и молодёжные клубы «Химик»—88, «Спартак»—90 (2002—2006), «Локомотив»—2 (2006—2008), «Руэн-Норанда Хаскис» (2008—2010), «Локо» (2009—2011).
С 2007 года играл также за клуб КХЛ «Локомотив» Ярославль.
Погиб на 22-м году жизни вместе с командой «Локомотив» 7 сентября 2011 года при взлёте самолёта с ярославского аэропорта. Похоронен на Кальварийском кладбище Минска.

## Статистика
| 2007/08 | Локомотив Ярославль | Суперлига | 3  | 0 | 1 | 1 | 2  |   |   |   |   |   |
| 2009/10 | Локомотив Ярославль | КХЛ       | 8  | 0 | 0 | 0 | 4  |   |   |   |   |   |
| 2009/10 | Локо                | МХЛ       | 3  | 1 | 2 | 3 | 6  |   |   |   |   |   |
| 2010/11 | Локомотив Ярославль | КХЛ       | 28 | 2 | 1 | 3 | 10 | 7 | 0 | 0 | 0 | 0 |
| 2010/11 | Локо                | МХЛ       | 11 | 6 | 3 | 9 | 18 | 1 | 0 | 0 | 0 | 0 |